# 岸宏一 (活動家)
岸 宏一（きし こういち、筆名：麻生浩、1947年7月 - 2017年3月?）は、日本の新左翼活動家。

## 生涯
群馬県渋川市生まれ。
群馬県立渋川高等学校を経て、1966年慶應義塾大学経済学部に入学。
1967年に砂川闘争・第一次羽田事件に参加、同年12月マルクス主義学生同盟中核派に加盟。
1968年の米軍王子野戦病院開設阻止闘争・新宿米タン阻止闘争で逮捕・起訴された。同年12月革命的共産主義者同盟全国委員会（中核派）に加盟する。
1969年5月全学連（中核派）書記局、8月全学連書記長代行、全国全共闘書記局員をつとめ、第二次羽田事件で総指揮者の一人となり、1970年2月に逮捕・起訴される。
1971年、破防法裁判闘争を支える会事務局に着任するが、1974年1月14日の革マル派による破防法被告・弁護団襲撃時、最高指導者本多延嘉の護衛中に負傷。
1976年6月、中核派東京南部地区委員長。1981年1月から2006年にかけての25年と6ヶ月の間、中核派の三里塚闘争担当責任者であった。その任にあった期間中、岸は10.20成田現地闘争・東鉄工業作業員宿舎放火殺人事件・千葉県収用委員会会長襲撃事件・日本飛行機専務宅放火殺人事件・新左翼セクト同士の内ゲバなどのテロリズムに関与してきた。
1989年12月、政治局員。
2006年に中核派を離れ、2007年に中核派から除名された。
2017年3月26日、谷川岳連峰・東谷山への雪山スキー中に遭難し、持ち物のリュックを残して消息を絶った。

## 『三里塚のイカロス』への出演
成田空港問題を取り扱った2017年のドキュメンタリー映画、『三里塚のイカロス』にインタビュイーとして出演している。
作品の最後のシーンに使われた収録では、岸は「ぼくにとっては、活動家として人生を歩んできているなかで、（中略）国家権力との闘いがあったところの中心にいたわけで、そういう意味では恵まれていたという風にいまは総括しているんですけどもね」と述べたものの、その後中核派の現状と三里塚での失敗について語りだし、「でも、それは岸さん25年間やってたわけだから、岸さんの失敗っていうことにもなるんですよ」と監督の代島治彦に問われ「完全にそうですね。完全にそういうことだと思います」と認めている。
上述の通り、岸はこの撮影が行われた後に消息を絶っており、インタビューは事実上の遺言となった。
なお、岸は2015年に出版した『革共同政治局の敗北1975～2014 あるいは中核派の崩壊』を巡り中核派の攻撃対象となっており、知人や家族に相談したうえで本作の撮影に応じていた。

## 著書
- 水谷保孝; 岸宏一『革共同政治局の敗北1975〜2014　あるいは中核派の崩壊』白順社、2015年。ISBN 978-4834401646。